# Magnus Oscarsson
Carl Magnus Daniel Oscarsson, född 16 mars 1970 i Stora Åby församling, Östergötlands län, är en svensk politiker (kristdemokrat), som är ordinarie riksdagsledamot sedan 2014, invald för Östergötlands läns valkrets. Han är yngre bror till riksdagspolitikern Mikael Oscarsson.
Oscarsson har varit jordbrukare, snickare och slöjdlärare. Han var kommunstyrelsens ordförande och kommunalråd i Ödeshögs kommun 2006–2014, då han efterträddes av sin hustru Annicki Oscarsson.
I sitt uppdrag som riksdagsledamot har Magnus Oscarsson främst varit aktiv inom jordbruksfrågor och varit ordinarie ledamot i Miljö- och jordbruksutskottet. Under mandatperioden 2022–2026 är Oscarsson ny ordinarie ledamot i Trafikutskottet och ersättare i Miljö- och jordbruksutskottet. Han är fortfarande talesperson i jordbruksfrågor men även talesperson i trafik- och infrastrukturfrågor. 